# Jair Marinho
Pour les articles homonymes, voir Marinho et Oliveira.
Jair Marinho de Oliveira, né le 17 juillet 1936 à Santo Antônio de Pádua (Brésil) et mort le 7 mars 2020 à Niterói (Brésil), est un footballeur international brésilien évoluant au poste de défenseur.

## Carrière
Jair Marinho évolue au sein de cinq clubs brésiliens, de 1956 à 1970 (le Fluminense Football Club, l'Associação Portuguesa de Desportos, le Sport Club Corinthians Paulista, le Club de Regatas Vasco da Gama et l'Esporte Clube Comercial.
Il est sélectionné en équipe du Brésil de football où il joue quatre matches et avec lequel il remporte la Coupe du monde de football de 1962, sans toutefois avoir joué un seul match de la compétition.

## Palmarès
Avec l'équipe du Brésil de football
- Vainqueur de la Coupe du monde de football de 1962.
- Vainqueur de la Taça Bernardo O'Higgins en 1961.
- Vainqueur de la Taça Oswaldo Cruz (pt) en 1961.

Avec le Fluminense FC
- Vainqueur du Championnat de Rio de Janeiro de football en 1959.
- Vainqueur du Tournoi Rio-São Paulo de football en 1957 et 1960.